# Лісозаводськ (навчально-тренувальне судно)
«Лісозаводськ» — навчально-тренувальне судно (колишній морський транспорт) проєкту В-54, яке не включено Військово-морських сил України, але на ньому періодично тренуються українські військовослужбовці.

## Історія
Корабель «Лісозаводськ» спущено 25 червня 1960 року та побудовано в грудні 1960 році суднобудівному заводі «Stocznia Gdańska» (заводський №B54/20).
Після введення його до строю, він проходив службу в складі Чорноморського морського пароплавства обслуговуючи торгові сполучення тогочасного СРСР з різними країнами світу.
Доводилося йому виконувати і військові завдання, зокрема під час Карибської кризи декілька разів ходив на Кубу, доправляючи туди військові вантажі та самих військових. Він був на цивільній службі до 1983 року, після чого його було переобладнано в навчально-тренувальне несамохідне судно (головний двигун був демонтований) для підготовки майбутніх моряків.
У 2000-х роках «Лісозаводськ» було модернізовано, зокрема були проведені відповідні роботи у басейні, водопідготовки тощо.
Після окупації Автономної Республіки Крим та втратою значною частиною плавзасобів, матеріальної бази та навчальних центрів Військово-морських сил ЗС України стало питання про передачу навчально-тренувального центру «Лісозаводськ» до складу національного військового флоту. Про те з 2014-го року офіційно до складу ВМС він не включений, хоча на ньому іноді здійснюють підготовку бійці-спецпризначенці. Зокрема відпрацьовуються дії зі звільнення захопленого судна, заручників на ньому тощо.
Цей Центр неодноразово відвідували представники західних партнерів та відмічали його унікальність в можливості підготовки моряків як цивільної сфери, так і військових фахів.

## Оснащення
- Висота машинного відділення дозволяє проводити штурмову підготовку в закритому приміщенні, значний об'єм трюмів дозволяє розмістити там стрілецький тир, спортивні зали, тощо.
- Для підготовки водолазів в нього є великий басейн, глибина якого складає 10 метрів у глибокій частині та 7 метрів у мілкій. Басейн обладнано сучасними системами освітлення, підігріву та фільтрації води. Тут же заплановано розміщення полігону для підводного зварювання. Басейн обладнано сучасними системами освітлення, підігріву та фільтрації води. Тут же заплановано розміщення полігону для підводного зварювання.
- Для підготовки моряків є обладнані місця для відпрацювання питань боротьби за живучість корабля, зокрема є необхідний відсік для відпрацювання гасіння пожежі в середині корабля, відсік для тренування латань пробоїн корпусу.
- Є тренажери для спуску на воду рятувальних засобів (з палуби).
- Значна територія у навчально-тренувальному центрі обладнана для можливості розміщення на ньому навчальних класів з теоретичної підготовки.
- На борту судна є можливість розмістити й інші важливі у підготовці військових спеціальності, наприклад кілер-хауз для підготовки спецпризначенців чи іншу апаратуру, як наприклад кабіна гелікоптера розміщена на кран-балці для відпрацювання десантування з гелікоптера у воду.